# Liste der Abgeordneten zum Wiener Landtag und Mitglieder des Wiener Gemeinderats (20. Wahlperiode)
- SPÖ: 44
- GRÜNE: 10
- NEOS: 5
- ÖVP: 7
- FPÖ: 34

Diese Liste der Mitglieder des 20. Wiener Landtags und Gemeinderats listet alle Abgeordneten zum Wiener Landtag und Gemeinderat in der 20. Wahlperiode (2015 bis 2020) auf.

## Geschichte
Von den 100 Mandaten entfielen nach der Wiener Landtags- und Gemeinderatswahlen 2015 44 auf die Sozialdemokratische Partei Österreichs, 34 auf die Freiheitliche Partei Österreichs, 7 auf die Österreichische Volkspartei und 10 auf Die Grünen Wien. Erstmals konnten auch die NEOS in den Landtag einziehen, die 5 Abgeordnete stellen.
37 Abgeordnete sind Frauen, was bei 100 Mandataren einem Frauenanteil von 37 Prozent entspricht. Dabei stellen die SPÖ 19 Mandatarinnen, die FPÖ 7, die Grünen 5, die ÖVP 4 und die NEOS 2. Rund 57 Prozent der ÖVP-Mandatare sind Frauen; bei den GRÜNEN sind es rund 50 Prozent, bei der SPÖ 43 Prozent, bei den NEOS 40 Prozent und bei der FPÖ rund 21 Prozent.
Die Wahlperiode begann mit der Angelobung des Landtags und Gemeinderates am 24. November 2015, in der ersten Landtagssitzung wurde zudem mit der Landesregierung Häupl VI die Rot-grüne Koalition bestätigt. Am 24. Mai 2018 wurde Michael Ludwig zum Bürgermeister gewählt und am 29. Mai 2018 von Bundespräsident Alexander Van der Bellen als Landeshauptmann von Wien angelobt (Landesregierung und Stadtsenat Ludwig I).
Im Dezember 2019 traten Karl Baron, Dietrich Kops und Klaus Handler aus der FPÖ und dem Rathausklub aus. Mit Die Allianz für Österreich (DAÖ) gründeten sie einen eigenen Klub.

## Funktionen

### Landtagspräsidenten
Harry Kopietz wurde mit 58 Stimmen als Erster Landtagspräsident wiedergewählt. Als neue Zweite Landtagspräsidentin wurde die bisherige nicht amtsführende Stadträtin Veronika Matiasek (FPÖ) mit 41 Stimmen gewählt, diese löste Johann Herzog (FPÖ) in dieser Funktion ab. Zum Dritten Landtagspräsidenten wurde Martin Margulies (Grüne) mit 51 Stimmen gewählt, welcher Marianne Klicka (SPÖ) in dieser Funktion nachfolgte.
Am 25. Mai 2018 wurde Ernst Woller als Nachfolger von Harry Kopietz zum Landtagspräsidenten gewählt.

### Klubobleute
Bei der SPÖ wurde der bisherige Stadtrat Christian Oxonitsch am 18. November 2015 zum neuen Klubchef des SPÖ-Landtagsklubs gewählt. Er löste in dieser Funktion Rudolf Schicker ab. Am 24. April 2018 kündigte Christian Oxonitsch seinen Rücktritt als SPÖ-Klubobmann an. Im Juni 2018 wurde Josef Taucher zu seinem Nachfolger als Wiener SPÖ-Klubobmann gewählt, im September 2018 folgte Taucher Oxonitsch in dieser Funktion nach.
Der nach der Wahl als Obmann der Wiener ÖVP zurückgetretene Manfred Juraczka schied als nicht amtsführender Stadtrat aus und wurde neuer ÖVP-Klubobmann; diese Funktion übergab er nach der Hälfte der Legislaturperiode am 5. Juni 2018 an die im November 2015 neu in den Gemeinderat eingezogene Elisabeth Olischar. Juraczka folgte in dieser Funktion Fritz Aichinger nach.
Bei der FPÖ wurde Dominik Nepp als Nachfolger von Johann Gudenus neuer Klubobmann, Klubchefin der erstmals in den Wiener Landtag eingezogenen NEOS wurde Beate Meinl-Reisinger, bei den Grünen behielt David Ellensohn die Funktion des Klubobmanns. Im Dezember 2017 wurde Anton Mahdalik als Nachfolger von Dominik Nepp als Klubobmann der Wiener Freiheitlichen designiert.
Am 5. Juli 2018 wurde Christoph Wiederkehr als Nachfolger von Beate Meinl-Reisinger als NEOS-Wien-Klubchef präsentiert, er übernahm am 27. September 2018 den Klubvorsitz im Rathaus.

### Landtagsabgeordnete
| Name                      | Fraktion | Fraktion | Wahlkreis            | Anmerkung |
| ------------------------- | -------- | -------- | -------------------- | --- |
| Abrahamczik Nina          |          | SPÖ      | Innen-West           | |
| Aichinger Fritz           |          | ÖVP      | Restmandat           | |
| Aichinger Michael         |          | SPÖ      | Penzing              | seit 25. Juni 2018, Nachfolger von Barbara Teiber                                                                      |
| Aigner Wolfgang           |          | FPÖ      | Liesing              | |
| Akcay Safak               |          | SPÖ      | Restmandat           | |
| Al-Rawi Omar              |          | SPÖ      | Restmandat           | |
| Amhof Nikolaus            |          | FPÖ      | Innen-West           | |
| Arsenovic Hans            |          | GRÜNE    | Zentrum              | ab 25. Oktober 2019, Nachrücker für Faika El-Nagashi                                                                   |
| Auer-Stüger Stephan       |          | SPÖ      | Zentrum              | seit Februar 2019, Nachrücker für Sandra Frauenberger                                                                  |
| Baron Karl                |          | HC       | Donaustadt           | bis 11. Dezember 2019 FPÖ                                                                                              |
| Baxant Petr               |          | SPÖ      | Ottakring            | |
| Berger Ricarda Bianca     |          | FPÖ      |                      | Namensänderung 2017, zuvor Ricarda Reif; bis 20. Dezember 2017, Wechsel in den Nationalrat, Nachfolger Michael Eischer |
| Berger Stefan             |          | FPÖ      | Favoriten            | |
| Berger-Krotsch Nicole     |          | SPÖ      | Zentrum              | |
| Berner Ursula             |          | GRÜNE    | Restmandat           | seit März 2019, Nachrückerin für Christoph Chorherr                                                                    |
| Blind Armin               |          | FPÖ      | Penzing              | |
| Bluma Susanne             |          | SPÖ      | Floridsdorf          | |
| Chorherr Christoph        |          | GRÜNE    |                      | bis Februar 2019, Nachrückerin Ursula Berner                                                                           |
| Däger-Gregori Luise       |          | SPÖ      | Donaustadt           | ab 18. Mai 2016, Nachfolgerin von Muna Duzdar                                                                          |
| Damnjanovic Nemanja       |          | FPÖ      | Favoriten            | |
| Deutsch Christian         |          | SPÖ      | Liesing              | |
| Duzdar Muna               |          | SPÖ      |                      | bis 18. Mai 2016, danach Staatssekretärin im Bundeskanzleramt                                                          |
| Ebinger Gerald            |          | FPÖ      | Simmering            | |
| Eischer Michael           |          | FPÖ      | Restmandat           | ab Dezember 2017, Nachfolger von Ricarda Bianca Berger                                                                 |
| El-Nagashi Faika          |          | GRÜNE    | Zentrum              | Wechsel in den Nationalrat mit 23. Oktober 2019; Nachrücker im Landtag Hans Arsenovic                                  |
| Ellensohn David           |          | GRÜNE    | Leopoldstadt         | |
| Emmerling Bettina         |          | NEOS     | Restmandat           | |
| Florianschütz Peter       |          | SPÖ      | Favoriten            | |
| Frauenberger Sandra       |          | SPÖ      |                      | ab 24. Mai 2018, Nachrückerin für Kathrin Gaál bis Anfang 2019, Nachrücker Stephan Auer-Stüger                         |
| Frühmesser Lisa           |          | FPÖ      | Floridsdorf          | |
| Fürnkranz Georg           |          | FPÖ      | Zentrum              | ab 29. Juni 2016, Nachfolger von Ursula Stenzel                                                                        |
| Gaál Kathrin              |          | SPÖ      |                      | bis 24. Mai 2018, Nachrückerin Sandra Frauenberger                                                                     |
| Gara Stefan               |          | NEOS     | Restmandat           | |
| Gremel Marcus             |          | SPÖ      | Restmandat           | |
| Guggenbichler Udo         |          | FPÖ      | Ottakring            | |
| Handler Klaus             |          | HC       | Simmering            | bis 11. Dezember 2019 FPÖ                                                                                              |
| Hanke Marina              |          | SPÖ      | Restmandat           | |
| Haslinger Gerhard         |          | FPÖ      | Brigittenau          | |
| Hebein Birgit             |          | GRÜNE    |                      | bis Juni 2019, Nachrücker Nikolaus Kunrath nach Mandatsverzicht von Ewa Dziedzic und Daniel Landau                     |
| Hobek Martin              |          | FPÖ      | Restmandat           | |
| Hofbauer Manfred          |          | FPÖ      | Simmering            | |
| Holzmann Ernst            |          | SPÖ      | Simmering            | |
| Huemer Barbara            |          | GRÜNE    | Restmandat           | |
| Hungerländer Caroline     |          | ÖVP      | Restmandat           | seit 20. November 2017, Nachfolgerin von Gudrun Kugler                                                                 |
| Hursky Christian          |          | SPÖ      | Favoriten            | |
| Irschik Wolfgang          |          | FPÖ      | Floridsdorf          | |
| Jischa Birgit             |          | SPÖ      | Simmering            | |
| Jung Wolfgang             |          | FPÖ      |                      | bis Ende 2018, Nachrücker Roman Schmid                                                                                 |
| Juraczka Manfred          |          | ÖVP      | Restmandat           | |
| Karner-Kremser Waltraud   |          | SPÖ      | Liesing              | |
| Kasal Günter              |          | HC       | Hietzing             | bis Juli 2020 FPÖ, seit Juli 2020 Team Strache                                                                         |
| Kickert Jennifer          |          | GRÜNE    | Restmandat           | |
| Koderhold Günter          |          | FPÖ      | Favoriten            | |
| Kohlbauer Leo             |          | FPÖ      | Restmandat           | seit 20. November 2017, Nachfolger von Maximilian Krauss                                                               |
| Kopietz Harry             |          | SPÖ      | Floridsdorf          | |
| Kops Dietrich             |          | HC       | Landstraße           | bis 11. Dezember 2019 FPÖ                                                                                              |
| Korosec Ingrid            |          | ÖVP      | Restmandat           | |
| Kowarik Dietbert          |          | FPÖ      | Rudolfsheim-Fünfhaus | |
| Kraus Peter               |          | GRÜNE    | Restmandat           | |
| Krauss Maximilian         |          | FPÖ      |                      | Wechsel in den Nationalrat mit 9. November 2017                                                                        |
| Kubik Gerhard             |          | SPÖ      | Leopoldstadt         | |
| Kugler Gudrun             |          | ÖVP      |                      | Wechsel in den Nationalrat mit 9. November 2017                                                                        |
| Kunrath Nikolaus          |          | GRÜNE    | Restmandat           | seit 26. Juni 2019, Nachrücker für Birgit Hebein                                                                       |
| Laschan Claudia           |          | SPÖ      | Rudolfsheim-Fünfhaus | |
| Lindenmayr Siegi          |          | SPÖ      | Innen-West           | |
| Ludwig-Faymann Martina    |          | SPÖ      | Favoriten            | |
| Mahdalik Anton            |          | FPÖ      | Restmandat           | seit 25. Jänner 2018, Nachfolger von Dominik Nepp                                                                      |
| Maresch Rüdiger           |          | GRÜNE    | Innen-West           | |
| Margulies Martin          |          | GRÜNE    | Restmandat           | |
| Matiasek Veronika         |          | FPÖ      | Döbling              | |
| Mautz-Leopold Andrea      |          | SPÖ      | Penzing              | ab 25. Oktober 2019, Nachrückerin für Silvia Rubik                                                                     |
| Meidlinger Christian      |          | SPÖ      | Restmandat           | |
| Meinhard-Schiebel Birgit  |          | GRÜNE    | Restmandat           | |
| Meinl-Reisinger Beate     |          | NEOS     |                      | bis September 2018, Nachrücker Thomas Weber                                                                            |
| Mörk Gabriele             |          | SPÖ      | Meidling             | |
| Nepp Dominik              |          | FPÖ      |                      | bis 25. Jänner 2018, Nachfolger Anton Mahdalik                                                                         |
| Neumayer Jörg             |          | SPÖ      | Meidling             | |
| Niedermühlbichler Georg   |          | SPÖ      | Zentrum              | |
| Niegl Michael             |          | FPÖ      | Floridsdorf          | |
| Nittmann Ulrike           |          | FPÖ      |                      | bis 28. März 2019, Nachrücker Georg Schuster                                                                           |
| Novak Barbara             |          | SPÖ      | Döbling              | |
| Olischar Elisabeth        |          | ÖVP      | Restmandat           | |
| Ornig Markus              |          | NEOS     | Restmandat           | |
| Oxonitsch Christian       |          | SPÖ      | Ottakring            | |
| Pawkowicz Alexander       |          | FPÖ      | Meidling             | |
| Reindl Thomas             |          | SPÖ      | Donaustadt           | |
| Rubik Silvia              |          | SPÖ      | Penzing              | bis Oktober 2019, Nachrückerin Andrea Mautz-Leopold                                                                    |
| Rychly Yvonne             |          | SPÖ      | Brigittenau          | seit 24. Jänner 2019, Nachrückerin für Tanja Wehsely                                                                   |
| Schinner-Krendl Katharina |          | SPÖ      | Restmandat           | |
| Schmid Gerhard            |          | SPÖ      | Hietzing             | |
| Schmid Roman              |          | FPÖ      | Liesing              | seit 24. Jänner 2019, Nachrücker für Wolfgang Jung                                                                     |
| Schmidt Elisabeth         |          | FPÖ      | Donaustadt           | |
| Schober Marcus            |          | SPÖ      | Landstraße           | |
| Schubert Ingrid           |          | SPÖ      | Donaustadt           | |
| Schuster, Georg           |          | FPÖ      | Restmandat           | ab 28. März 2019, Nachrücker für Ulrike Nittmann                                                                       |
| Schütz Angela             |          | FPÖ      | Donaustadt           | |
| Schwarz Sabine            |          | ÖVP      | Restmandat           | |
| Seidl Wolfgang            |          | FPÖ      | Leopoldstadt         | |
| Spitzer Gerhard           |          | SPÖ      | Floridsdorf          | |
| Stark Rudolf              |          | FPÖ      | Floridsdorf          | |
| Stenzel Ursula            |          | FPÖ      |                      | bis 29. Juni 2016, danach nicht amtsführende Stadträtin                                                                |
| Straubinger Sybille       |          | SPÖ      | Leopoldstadt         | |
| Strobl Friedrich          |          | SPÖ      | Währing              | |
| Stumpf Michael            |          | FPÖ      | Favoriten            | |
| Stürzenbecher Kurt        |          | SPÖ      | Hernals              | |
| Taucher Josef             |          | SPÖ      | Donaustadt           | |
| Teiber Barbara            |          | SPÖ      |                      | bis 25. Juni 2018, Nachfolger Michael Aichinger                                                                        |
| Ulm Wolfgang              |          | ÖVP      | Restmandat           | |
| Unger Christian Paul      |          | FPÖ      | Hernals              | |
| Valentin Erich            |          | SPÖ      | Brigittenau          | |
| Vettermann Heinz          |          | SPÖ      | Floridsdorf          | |
| Wagner Kurt               |          | SPÖ      | Favoriten            | |
| Wansch Alfred             |          | FPÖ      | Donaustadt           | |
| Weber Thomas              |          | NEOS     | Restmandat           | ab 27. September 2018, Nachrücker für Beate Meinl-Reisinger                                                            |
| Wehsely Tanja             |          | SPÖ      |                      | bis Ende 2018, Nachrückerin Yvonne Rychly                                                                              |
| Wiederkehr Christoph      |          | NEOS     | Restmandat           | |
| Woller Ernst              |          | SPÖ      | Landstraße           | |